# Klinische lycantropie
Klinische lycantropie is een psychische aandoening waarbij iemand lijdt aan de waan dat hij in een dier verandert, zich voelt als een dier of zich als een dier gedraagt. De naam lycantropie is overgenomen uit de volksverhalen over mensen die in wolven veranderen, de zogenaamde weerwolven. De algemene benaming voor de waan in een dier te veranderen is zoantropie. Deze ziekte werd voor het eerst beschreven door Robert Burton in zijn Anatomy of Melancholy (1621). 
Hoewel sommige patiënten in heldere momenten een verandering in een wolf of hond beschrijven, is er vaker sprake van het veranderen in of voelen als andere dieren, zoals katten, paarden, vogels, kikkers, bijen of zelfs onbekende dieren. In een casus uit 1989 (St Crispin Hospital in Northampton) wordt een geval beschreven van iemand die achtereenvolgens 'veranderde' in een hond, een paard en een kat alvorens weer in de realiteit terug te keren.
De duur van de verschijnselen kan uiteenlopen. Soms doen deze zich voor als gevolg van een aanval van woede of angst, maar in andere gevallen zijn de verschijnselen zo langdurig dat ze als chronisch beschouwd kunnen worden. Afhankelijk van de transformatie kunnen patiënten agressief zijn.
De symptomen van lycantropie zijn van psychotische aard, maar ze kunnen ook geïsoleerd optreden, dat wil zeggen niet als gevolg van een neurologische aandoening of een bredere psychische aandoening.
Een voorbeeld van de aandoening is te zien in de film Birdy (Alan Parker, 1984), waarin het personage van Matthew Modine zich tegen zijn oorlogstrauma's verweert door geestelijk in een vogel te veranderen.
Een beroemd voorbeeld is de transformatie van de Babylonische koning Nebukadnezar in het Bijbelboek Daniël, waarin de trotse koning zich als een dier gedraagt en verstoten wordt uit de gemeenschap. Nebukadnezar zelf verklaart dat deze toestand Gods oordeel was voor zijn hoogmoed om wat hij als koning bereikt had, en dat hij genas zodra hij erkende dat alleen dankzij Gods genade een mens in staat is succesvol te zijn.
Er zijn ook gevallen bekend van mensen die dierlijk gedrag vertonen, omdat ze in hun vroege jeugd niet of nauwelijks menselijk contact hebben gehad en hun opvoeding van dieren afhankelijk is geweest. Men spreekt dan wel van wolfskinderen of wilde kinderen.